# Волоковка
Волоковка — река в России, протекает в округе Вуктыл Республики Коми. Устье реки находится в 192 км по правому берегу реки Щугор. Длина реки составляет 18 км.
Исток реки находится на Приполярном Урале в ложбине между хребтом Сумьяхнёр и горой Хорхуры. Исток лежит на границе с Ханты-Мансийским автономным округом и на глобальном водоразделе Печоры и Оби, рядом берёт начало река Волья.
Название реки связано с существовавшим здесь старинным волоком на маршруте из Печоры в Обь.
От истока течёт на север, затем поворачивает на запад, огибая хребет Сумьяхнёр. Всё течение проходит по ненаселённой холмистой тайге, характер течения — горный. Ширина реки перед устьем около 17 метров, скорость течения 1,7 м/с.
Впадает в Щугор у покинутой метеостанции «Верхний Щугор».

## Притоки
- 1 км: река Малая Волоковка (пр)
- 5 км: река Войвож (пр)
- 7 км: река Нанссорья (пр)

## Данные водного реестра
По данным государственного водного реестра России относится к Двинско-Печорскому бассейновому округу, водохозяйственный участок реки — Печора от водомерного поста у посёлка Шердино до впадения реки Уса, речной подбассейн реки — бассейны притоков Печоры до впадения Усы. Речной бассейн реки — Печора.
Код объекта в государственном водном реестре — 03050100212103000062163.